# Coupe intercontinentale 1976
La Coupe intercontinentale 1976 est la seizième édition de la Coupe intercontinentale de football. Elle oppose le club ouest-allemand du Bayern Munich, vainqueur de la Coupe des clubs champions européens 1975-1976, au club brésilien du Cruzeiro Esporte Clube, vainqueur de la Copa Libertadores 1976.
La confrontation se divise en deux matchs aller et retour. Le match aller se déroule au Stade olympique de Munich et est remporté par les Bavarois sur le score de 2-0. Le match retour, qui a lieu au Mineirão de Belo Horizonte se conclut sur un score nul de 0-0. Le Bayern Munich remporte ainsi sa première Coupe intercontinentale. En 2017, le Conseil de la FIFA a reconnu avec document officiel (de jure) tous les champions de la Coupe intercontinentale avec le titre officiel de clubs de football champions du monde, c'est-à-dire avec le titre de champions du monde FIFA, initialement attribué uniquement aux gagnantsles de la Coupe du monde des clubs FIFA.

## Feuilles de match

### Match aller
| Match aller      | Bayern Munich               | 2 - 0   | Cruzeiro | Stade olympique de Munich                       |                                                 |
| 23 novembre 1976 | Müller 80e · Kapellmann 82e | (1 - 0) |          | Spectateurs : 20 000 Arbitrage : Luis Pestarino | Spectateurs : 20 000 Arbitrage : Luis Pestarino |
| 23 novembre 1976 | (Rapport)                   |         |          | Spectateurs : 20 000 Arbitrage : Luis Pestarino | Spectateurs : 20 000 Arbitrage : Luis Pestarino |

| Bayern Munich | Cruzeiro |

| Bayern Munich : |  |                          |
|                 |  |                          |
| Gardien de but  |  | Sepp Maier               |
|                 |  | Björn Andersson          |
|                 |  | Udo Horsmann             |
|                 |  | Hans-Georg Schwarzenbeck |
|                 |  | Franz Beckenbauer        |
|                 |  | Bernd Dürnberger         |
|                 |  | Karl-Heinz Rummenigge    |
|                 |  | Conny Torstensson        |
|                 |  | Gerd Müller              |
|                 |  | Ulrich Hoeneß            |
|                 |  | Jupp Kapellmann          |
| Entraîneur :    |  |                          |
| Dettmar Cramer  |  |                          |

| Cruzeiro :     |  |                       |  |          |
|                |  |                       |  |          |
| Gardien de but |  | Raul (en)             |  |          |
|                |  | Nelinho               |  |          |
|                |  | Morais (en)           |  |          |
|                |  | Piazza                |  |          |
|                |  | Osires (de)           |  |          |
|                |  | Zé Carlos (it)        |  |          |
|                |  | Vanderley Lázaro (it) |  |          |
|                |  | Eduardo (it)          |  |          |
|                |  | Palinha               |  |          |
|                |  | Jairzinho             |  |          |
|                |  | Joãozinho (en)        |  | Remplacé |
| Remplaçants :  |  |                       |  |          |
|                |  | Dirceu                |  | Entré    |
| Entraîneur :   |  |                       |  |          |
| Zezé Moreira   |  |                       |  |          |

### Match retour
| Match retour     | Cruzeiro  | 0 - 0   | Bayern Munich | Mineirão, Belo Horizonte                            |                                                     |
| 21 décembre 1976 |           | (0 - 0) |               | Spectateurs : 117 000 Arbitrage : Patrick Partridge | Spectateurs : 117 000 Arbitrage : Patrick Partridge |
| 21 décembre 1976 | (Rapport) |         |               | Spectateurs : 117 000 Arbitrage : Patrick Partridge | Spectateurs : 117 000 Arbitrage : Patrick Partridge |

| Cruzeiro | Bayern Munich |

| Cruzeiro :     |  |                       |       |          |
|                |  |                       |       |          |
| Gardien de but |  | Raul (en)             |       |          |
|                |  | Nelinho               |       |          |
|                |  | Morais (en)           |       |          |
|                |  | Piazza                |       | Remplacé |
|                |  | Osires (de)           |       |          |
|                |  | Zé Carlos (it)        |       |          |
|                |  | Vanderley Lázaro (it) |       |          |
|                |  | Dirceu                |       | Remplacé |
|                |  | Palinha               |       |          |
|                |  | Jairzinho             |       |          |
|                |  | Joãozinho (en)        |       |          |
| Remplaçants :  |  |                       |       |          |
|                |  | Eduardo (it)          | Entré |          |
|                |  | Pablo Forlán          | Entré |          |
| Entraîneur :   |  |                       |       |          |
| Zezé Moreira   |  |                       |       |          |

| Bayern Munich : |  |                          |     |     |
|                 |  |                          |     |     |
| Gardien de but  |  | Sepp Maier               |     |     |
|                 |  | Björn Andersson          |     |     |
|                 |  | Udo Horsmann             |     |     |
|                 |  | Hans-Georg Schwarzenbeck |     |     |
|                 |  | Franz Beckenbauer        |     |     |
|                 |  | Sepp Weiß                |     |     |
|                 |  | Karl-Heinz Rummenigge    |     | 85e |
|                 |  | Conny Torstensson        |     |     |
|                 |  | Gerd Müller              |     |     |
|                 |  | Ulrich Hoeneß            |     |     |
|                 |  | Jupp Kapellmann          |     |     |
| Remplaçants :   |  |                          |     |     |
|                 |  | Fred Arbinger (en)       | 85e |     |
| Entraîneur :    |  |                          |     |     |
| Dettmar Cramer  |  |                          |     |     |